# SX Весов
SX Весов (лат. SX Librae) — одиночная переменная звезда в созвездии Весов на расстоянии (вычисленном из значения параллакса) приблизительно 34153 световых лет (около 10471 парсека) от Солнца. Видимая звёздная величина звезды — от более +15,8m до +10,2m.

## Характеристики
SX Весов — красная пульсирующая переменная звезда, мирида (M) спектрального класса M6e:.